# Siedlung Baentschstraße

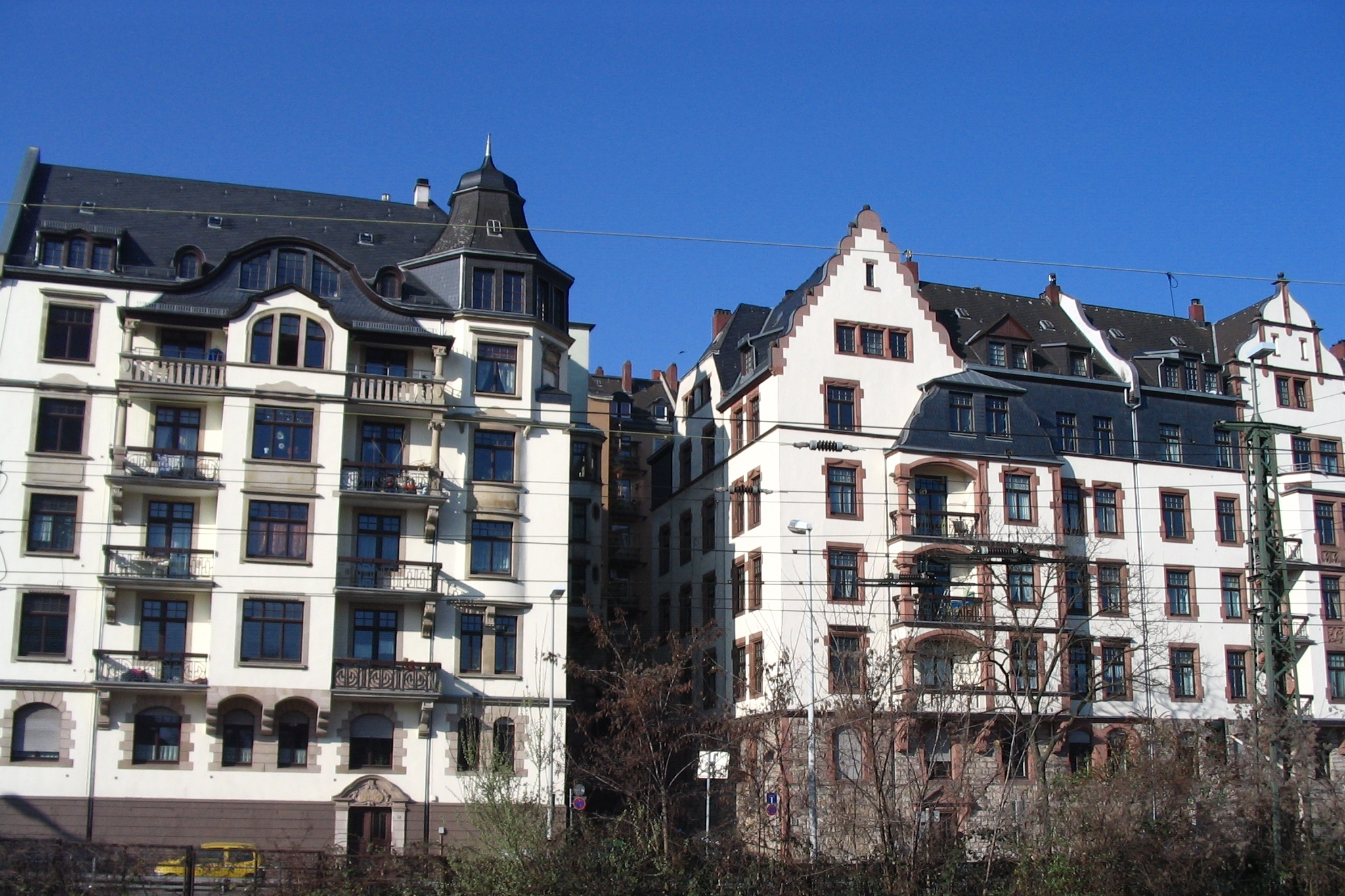
Die Baentschsiedlung in Mainz von der Mombacher Straße aus gesehen

Die Siedlung Baentschstraße, auch kurz Baentschsiedlung genannt, ist eine 1904/05 errichtete Wohnsiedlung im Mainzer Stadtteil Hartenberg-Münchfeld, die nach Theodor Karl August Baentsch benannt ist. Die gesamte Anlage steht seit 1993 unter Denkmalschutz.

## Geschichte

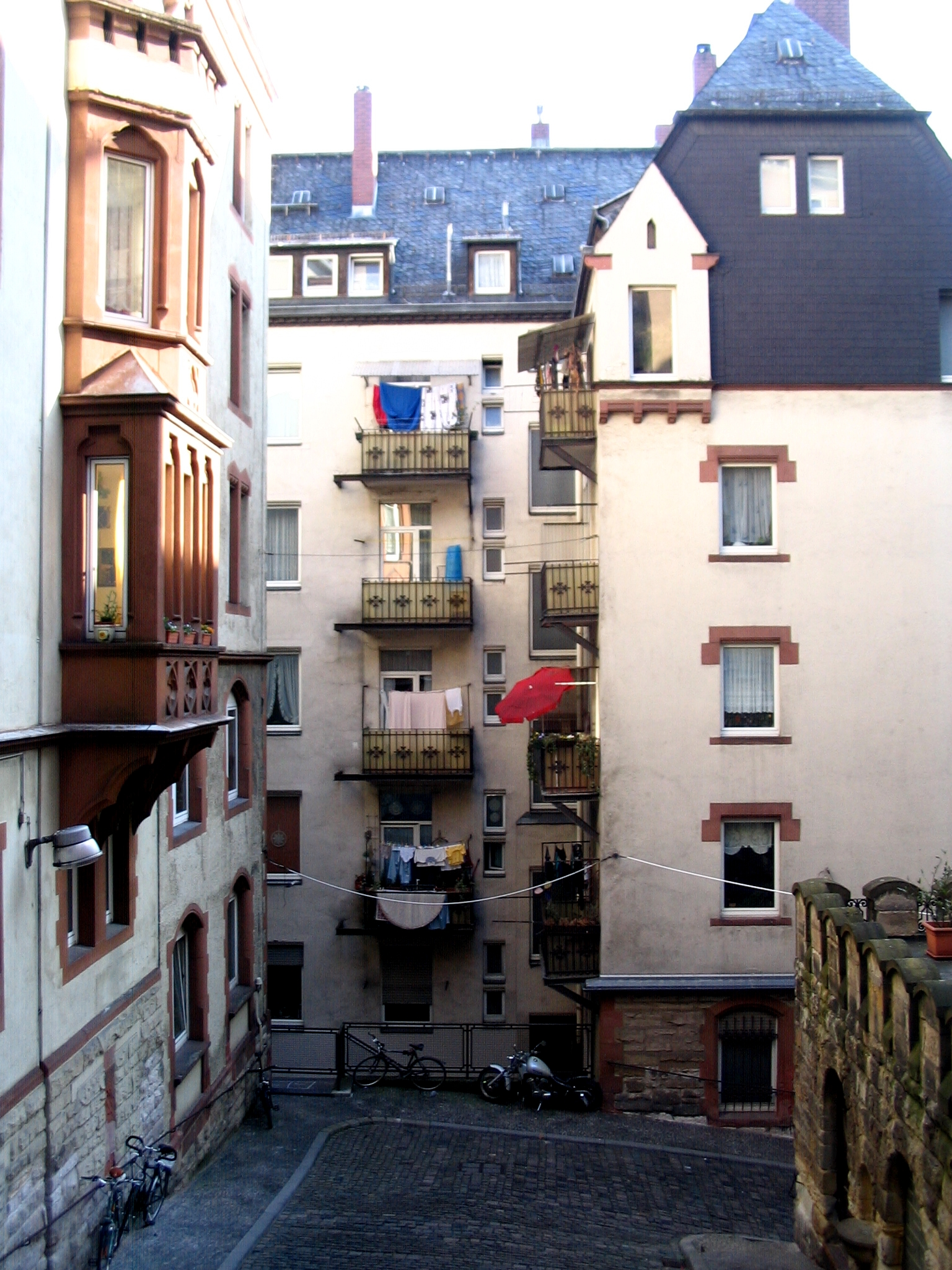
Im Inneren der Baentschsiedlung

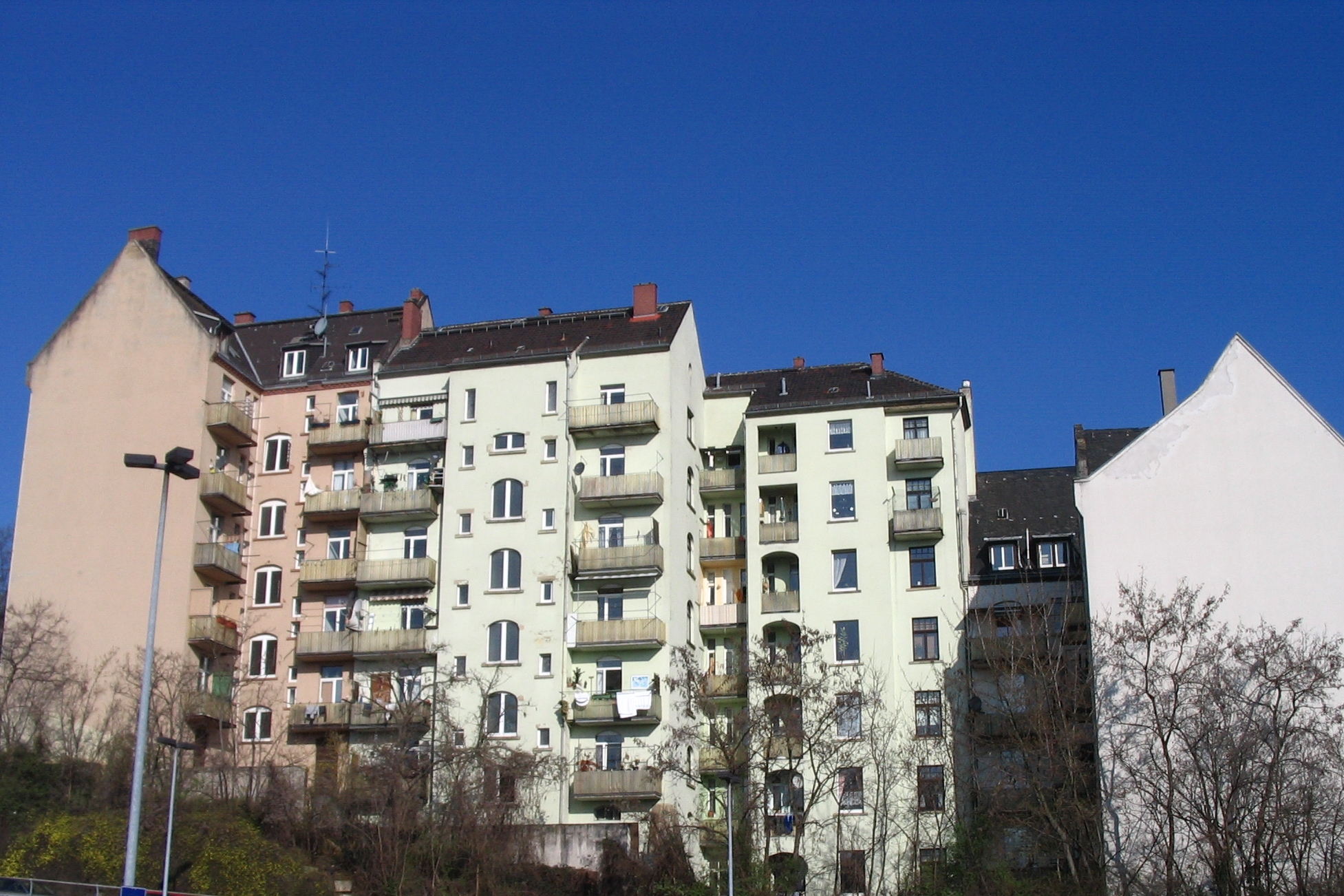
Seitenansicht der Baentschsiedlung

Die Siedlung wurde nach der Auflassung der Festung Mainz von der Beamten-Baugenossenschaft in den Jahren 1904 und 1905 nahe dem Hauptbahnhof zwischen Mombacher Straße und Wallstraße errichtet, um preiswerte Wohnungen für Beamte und ihre Familien zu schaffen. Durch die Siedlung verläuft die Baentschstraße, die nach dem für den Bau zuständigen großherzoglich-hessischen Gewerbeinspektor Theodor Karl August Baentsch benannt wurde.
Trotz ihrer Nähe zu den bombardierten Gleisanlagen des Hauptbahnhofs überstand die Siedlung Baentschstraße den Zweiten Weltkrieg weitgehend unbeschädigt. In den Jahren 1975 und 1976 wurde die Wohnsiedlung grundlegend saniert. Seit 1993 steht die gesamte Anlage als wichtiges Zeugnis des genossenschaftlichen Wohnungsbaus unter Denkmalschutz. Im Jahr 2005 wurde sie mit dem Mainzer Denkmalpflegepreis ausgezeichnet. Von den Anwohnern wird die Siedlung häufig „kleiner Hauptbahnhof“ genannt.

## Aussehen
Die Siedlung Baentschstraße besteht aus zehn fünfgeschossigen Wohnhäusern, die in Hanglage zwischen der unten gelegenen Mombacher Straße und der oben liegenden Wallstraße aufragen. Die steile Hanglage, die Höhe der Gebäude, deren enge bauliche Verzahnung und der verwinkelte Verlauf der Baentschstraße verstärken den Eindruck einer ungewöhnlich verdichteten Bebauung.
Auch der Baustil der Anlage ist außergewöhnlich, denn er ist zum einen durch den Historismus geprägt, vor allem mit Bezügen auf Renaissance und Barock, zeigt aber zugleich Einflüsse des Jugendstils. Die beiden eigentlich gegensätzlichen Strömungen des konservativen Historismus und des zu Beginn des 20. Jahrhunderts avantgardistischen Jugendstils wurden hier in einer seltenen Mischung kombiniert. Die Fassaden sind mit Türmchen, Erkern und Balkonen aufgelockert und mit verschiedenen Arten von Naturstein verziert. Vor allem die Schauseiten der Gebäude an der Mombacher Straße im unteren Teil der Siedlung sind sehr repräsentativ gestaltet.
Das abwechslungsreiche Äußere spiegelt sich auch im Inneren der Wohngebäude wider. Es gibt Zwei-, Drei- und Vier-Zimmer-Wohnungen mit (Wohn-)Küche und Bad, die unterschiedlichen Grundrisse und Größen von 40 bis 90 Quadratmetern haben.